# Xã Plain Center, Quận Charles Mix, Nam Dakota
Xã Plain Center (tiếng Anh: Plain Center Township) là một xã thuộc quận Charles Mix, tiểu bang Nam Dakota, Hoa Kỳ. Năm 2010, dân số của xã này là 124 người.